# Georges David
Pour les articles homonymes, voir Georges David (médecin) et David.
Georges David est un auteur français né à Richelieu, en Indre-et-Loire, en 1878, et mort à Mirebeau, dans la Vienne, en 1963.
Après avoir publié en 1912 un recueil de poèmes intitulé Le Toit qui fume et préfacé par Léon Bocquet, il se consacra essentiellement au roman et à la nouvelle. Le romancier et essayiste Jean-Richard Bloch le considérait en 1934 comme " l'une des meilleures plumes d'aujourd'hui ".
Parmi ses œuvres, dont Mirebeau et sa population peuvent apparaître au premier abord comme les figures centrales, on citera notamment La Parade (1929), Cure-Bissac (1930), 2 000 habitants (1930), La Carne (1931), L'Aristocrate (1933), Madeluche (1934), Passage à niveau (1935)  Pascaline (1938) et La ville aux eaux mortes (1956).